# SN 2006cf
SN 2006cf – supernowa typu Ia odkryta 11 maja 2006 roku w galaktyce UGC 6015. W momencie odkrycia miała maksymalną jasność 18,00m.